# 波德 (赫爾松區)
46°28′0″N 32°49′14″E / 46.46667°N 32.82056°E
波德（烏克蘭語：Поди）是位於烏克蘭南部的村莊，由赫爾松州赫尔松区的奥莱什基市镇負責管轄。該村始建於1796年，面積42.4平方公里，海拔高度15米，2001年人口141，人口密度每平方公里3.3人。